# IC 2826
IC 2826 је елиптична галаксија у сазвјежђу Лав која се налази на листи објеката дубоког неба у Индекс каталогу.
Деклинација објекта је + 13° 14' 19" а ректасцензија 11h 27m 6,1s. Привидна величина (магнитуда) објекта IC 2826 износи 14,1 а фотографска магнитуда 15,1. IC 2826 је још познат и под ознакама CGCG 67-77, PGC 35223.